# Пјерозара
Пјерозара (итал. Pierosara) насеље је у Италији у округу Анкона, региону Марке.
Према процени из 2011. у насељу је живело 140 становника. Насеље се налази на надморској висини од 352 м.